# Area Boys
Area Boys es una película del año 2007.

## Sinopsis
Criados en un mundo donde la corrupción y la avidez priman sobre cualquier otra cosa, Bode y Obi, amigos desde la niñez, deciden romper su relación con el jefe (Dele) y asociarse para escapar de una vez por todas del mundo corrupto que les rodea. Pero su plan fracasa antes de empezar cuando planean dar un golpe en el terreno de Dele y este se entera. Los dos amigos huyen de las garras de los secuaces de Dele y descubren el auténtico valor de la amistad.

## Premios
- Abuja Film Festival 2007